# Kleva, Orusts kommun
Kleva är en bebyggelse öster om Henån på norra Orust i Torps socken i Orusts kommun. Från 2023 avgränsar SCB här en småort.